# Гей-бомба
«Гей-бомба» (англ. gay bomb) — неофіційна назва хімічної зброї нелетальної дії, можливість створення якої обговорювалася в одній з науково-дослідних лабораторій Військово-Повітряних Сил США.
У 1994 році фахівці секретної лабораторії в Дейтоні, штат Огайо, виступили з доповіддю, у якій пропонувалося створити кілька нових видів хімічної зброї несмертельної дії. Серед них — бомби, начинені потужним афродизіаком, які будучи скинуті на ворожі війська, повинні викликати сильне сексуальне збудження у солдатів противника, і, в ідеалі, стимулювати гомосексуальну поведінку.
| Ліві лапки | Категорія № 3. Хімікати, які впливають на поведінку людей таким чином, що дисципліна і дух в армії падають. Одним неприємним, але абсолютно несмертельним прикладом буде сильний афродизіак, особливо якщо він викликає гомосексуальну поведінку. Інший приклад - хімікат, що змушує людей не виносити сонячних променів. | Праві лапки |

Інформація про цю доповідь стала надбанням громадськості в кінці 2004 року і викликала скандал у зв'язку з можливим порушенням Сполученими Штатами міжнародних конвенцій про нерозповсюдження хімічної зброї. Крім того, обурилися гей-активістські організації, яких образило припущення про те, що солдати-гомосексуали мають меншу боєздатність. У відповідь на всі звинувачення в Пентагоні заявили, що ідея розробки такої зброї не отримала розвитку.
У жовтні 2007 року «гей-бомба» отримала «Шнобелівську премію світу», яка вручається за найсумнівніші досягнення в науці та техніці. За твердженнями організаторів, ніхто із запрошених з боку американських ВПС на вручення премії не з'явився.
Також, комітетом в той час були розглянуті «Пітлива бомба», «Бомба метеоризму» і «Бомба неприємного запаху з рота». План полягав у тому, щоб зробити ворогів настільки смердючими, щоб їхній запах, в буквальному сенсі слова, можна було почути, розкриваючи позицію ворога їхнім противникам. Було також висловлено думку, що такий сморід буде руйнівним для морального духу противника.